# Краснов, Владимир Павлович (писатель)
Владимир Павлович Краснов (2 марта 1950 — 24 июня 2015) — российский писатель и журналист, член Союза писателей и Союза журналистов России.

## Биография
Родился 2 марта 1950 года в деревне Пирос Боровичского района Новгородской области.
В 1967 году закончил десятилетку в селе Опеченский Посад. Служил в армии. Окончил филологический факультет Новгородского педагогического института, а затем спецотделение факультета журналистики МГУ. Работал учителем сельской школы, корреспондентом районных, областных и региональных газет, редактором еженедельника «Красная искра» в городе Боровичи Новгородской области. С 1981 года — член Союза журналистов, с 2003 года — член Союза писателей России.
Рассказы и очерки печатались в новгородских, петербургских и московских газетах, в журналах «Север», «Русская провинция», «Муравейник», «Союзное государство», «Государственное управление ресурсами», «Чело», в альманахах «Мiръ», «Вече». Первой книгой был сборник рассказов и очерков «Вот опять приходит весна…», опубликованная в 2001 году. Известность за переделами Новгородской области автору принесла книга «Горький дым памяти», вышедшая в "Библиотеке «Огонька» в 2009 году.

## Творчество
Основные формы литературного творчества Владимира Краснова — это рассказы, документальные очерки и дневники.

Рассказы Владимира Краснова — это передача душевного состояния героя или рассказчика. Большинство рассказов автобиографичны. Они построены вокруг созерцателя — мальчика, подростка, юноши, мужчины или «я» рассказчика. Сюжет в них, если и присутствует, то играет второстепенную роль. 
Насчёт того, что в рассказах ничего не происходит. Происходит. Иногда. Такое, что могло встать в центр рассказа, стать его темой. Но не стало. Это чеховская манера изображения прошлого опосредованно, как почву, на которой произрастает его обострённая творческая индивидуальность. Вот рассказ «Встреча». Девочку укусила змея, и она долго находилась между жизнью и смертью, металась и бредила, «но однажды (и тут автор не в первый раз удивляет убедительной, талантливо найденной, замечательной в своей жизненной простоте деталью) открыла глаза и еле слышно попросила бабушкиных щей. Потом все говорили, что это был перелом, что с этого момента она пошла на поправку». Но к читателю рассказ повёрнут не этой стороной, в нём главным стал не исключительный случай, а собрание обыденных частностей, каждая из которых раскрывает душевное движение малого человека, подростка, правду чувства, и частности эти в финале рассказа имеют итог.
В центре очерков стоит жизнь их героев (сельского священника, художника, конюха, отшельника, писателя) или исторические события (строительство Вышневолоцой водной системы, переезд большевистского правительства в Москву через Малую Вишеру, лагеря польских военнопленных). Очеркам, как и рассказам, свойственна лиричность и точность слова.
Дневники Владимир Краснов писал всю жизнь, начиная с шестнадцати лет. Некоторые дневниковые записи легли в основу рассказов.

## Книги
- Русская Атлантида (2015)
- Три часа пополудни (2015)
- Млечный путь (2015)
- Тишина одиночества (2009)
- Горький дым памяти (2008)
- Керамический век Боровичей (2007)
- Вот опять приходит весна… (2001)

## Награды
- Заслуженный работник культуры Российской Федерации (8 ноября 2011) — за заслуги в области культуры, печати и многолетнюю плодотворную работу